# Zevenzot

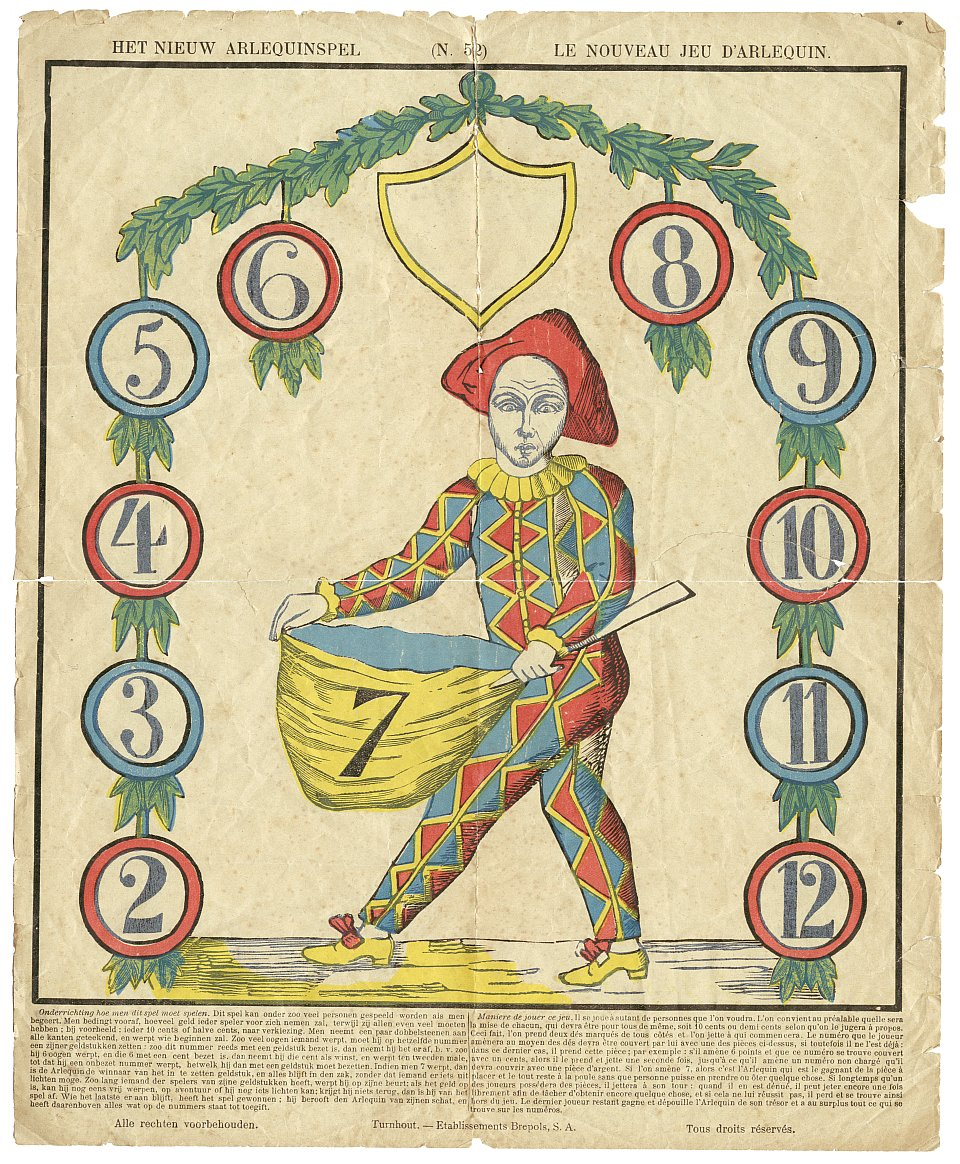
Papier van spel Zevenzot

Zevenzot, "Het nieuw arlequinspel"  of "zevenzak" is een spel waarbij met een kaart en twee gewone dobbelstenen wordt gespeeld. De kaart is in feite een bedrukt papier van 31 cm breed en 38 cm hoog (klik op het plaatje voor een vergroting).
Op het papier komt de naam 'Zevenzot' niet voor, maar toch wordt in de volksmond dit spel zo genoemd. Zevenzot werd zowel in het huidige België als in Nederland gespeeld.
De eerste druk van het "Arlequin-spel" is uitgegeven door Brepols (Turnhout, België) en dateert van 1827 (Fonds kinderprenten, profane reeks, nieuwe lithografische serie nr. 52). Deze prent is gedrukt op machinaal papier en werd lithografisch ingekleurd.
Buiten het bedrijfsarchief van Brepols beschikken ook het Volkskundemuseum in Antwerpen, het Nationaal Museum van de Speelkaart in Turnhout, het Prentenkabinet in Brussel (Kon. Bibl.) over originele drukken.
Meer informatie over het prentenfonds van Brepols in het boek: "Kinderprenten van Brepols", auteur: Patricia Vansummeren, uitgever: Brepols, Turnhout, ISBN 90-5622-012-8, 1996.
De afbeelding van Zevenzot, die hier is afgebeeld, is een herdruk van na 1911.

Op dit document rust geen copyright in de moderne betekenis van het woord. De prent mag evenwel niet gereproduceerd worden zonder uitdrukkelijke toestemming van Brepols NV.
Dit spel is ook in andere landen bekend onder de namen:
- le nouveau jeu d'arlequin
- New Game of Harlequin

## Spelregels
Hieronder staan de letterlijke originele spelregels:
| HET NIEUW ARLEQUIN SPEL (N. 52) Onderrichting hoe men dit spel moet spelen. Dit spel kan onder zoo veel personen gespeeld worden als men begeert. Men bedingt vooraf, hoeveel geld ieder speler voor zich nemen zal, terwijl zij allen even veel moeten hebben ; bij voorbeeld : ieder 10 cents of halve cents, naar verkiezing. Men neemt een paar dobbelsteenen aan alle kanten geteekend, en werpt wie beginnen zal. Zoo veel oogen iemand werpt, moet hij op hetzelfde nummer een zijner geldstukken zetten : zoo dit nummer reeds met een geldstuk bezet is, dan neemt hij het eraf, b. v. zoo hij 6 oogen werpt, en die 6 met een cent bezet is, dan neemt hij die cent als winst, en werpt ten tweeden male, tot dat hij een onbezet nummer werpt, hetwelk hij dan met een geldstuk moet bezetten. Indien men 7 werpt, dan is de Arlequin de winnaar van het in te zetten geldstuk, en alles blijft in den zak, zonder dat iemand er iets uit lichten moge. Zoo lang iemand der spelers van zijne geldstukken heeft, werpt hij op zijne beurt: als het geld op is, kan hij nog eens vrij werpen, op avontuur of hij nog iets lichten kan; krijgt hij niets terug, dan is hij van het spel af. Wie het laatste er aan blijft, heeft het spel gewonnen ; hij berooft den Arlequin van zijnen schat, en heeft daarenboven alles wat op de nummers staat tot toegift. |

In plaats van geldstukken werd ook met knopen en bruine bonen gespeeld.

## Schilderij
Door Joseph Teixeira de Mattos (1892-1971) is in Amsterdam in 1934 een schilderij van een stilleven gemaakt waar dit spel op de achtergrond staat. Dat schilderij is onderdeel van de collectie van het Joods Historisch Museum in Amsterdam.